# Campeonato Chileno de Futebol de 1976 - Segunda Divisão
O Campeonato Chileno de Futebol de Segunda Divisão de 1976 foi a 25ª edição do campeonato do futebol do Chile, segunda divisão, no formato "Primera B". Na primeira fase, em turno e returno os 16 clubes jogam todos contra todos em dois grupos - metade na Zona Norte e metade na Zona Sul. Na Segunda Fase, os quatro melhores de cada grupo iriam para o grupo de Ascenso e o quatro piores de cada grupo iriam para o grupo de Descenso, onde o último colocado era rebaixado. O Campeão e o vice são promovidos para o Campeonato Chileno de Futebol de 1977 diretamente. O terceiro e o quarto colocado iriam para uma disputa entre os dois últimos do Campeonato Chileno de Futebol de 1976 (Club Social de Deportes Rangers e Club Deportivo Huachipato) - dois deles iriam ao ascenso, dois deles iriam para o Campeonato Chileno de Futebol de 1977 - Segunda Divisão . O último colocado do grupo do Descenso iria para as Associações de Origem de Futebol do Chile - nível local.

## Participantes
| Equipe                                    | Cidade           | Região                           | No ano anterior                                      | Estádio                                               | Capacidade | Títulos        | Participações |
| ----------------------------------------- | ---------------- | -------------------------------- | ---------------------------------------------------- | ----------------------------------------------------- | ---------- | -------------- | ------------- |
| Deportes Iberia                           | Los Ángeles      | Região de Bío-Bío                | Décimo Lugar                                         | Estádio Municipal de Los Ángeles                      | 5.000      | 0 (não possui) | 22            |
| Club de Deportes Ñublense                 | Chillán          | Região de Bío-Bío                | Terceiro Lugar                                       | Estádio Bicentenário Municipal Nelson Oyarzún         | 12.000     | 0 (não possui) | 17            |
| Deportes Linares                          | Linares          | Região de Maule                  | Décimo Primeiro Lugar                                | Estádio Fiscal de Linares                             | 7.000      | 0 (não possui) | 16            |
| Club Social y Deportivo San Antonio Unido | San Antonio      | Região de Valparaíso             | Nono Lugar                                           | Estádio Municipal Doctor Olegario Henríquez Escalante | 2.000      | 0 (não possui) | 15            |
| Ferroviarios de Chile                     | Estación Central | Região Metropolitana de Santiago | Sexto Lugar                                          | Estádio Ferroviário Hugo Arqueros Rodríguez           | 30.000     | 0 (não possui) | 8             |
| Club Deportivo San Luis                   | Quillota         | Região de Valparaíso             | Quarto Lugar                                         | Estádio Municipal Lucio Fariña Fernández              | 7.500      | 2 (1955, 1958) | 13            |
| Club Deportivo Independiente de Cauquenes | Cauquenes        | Região de Maule                  | Décimo Quarto Lugar                                  | Estádio Fiscal Manuel Moya Medel                      | 10.000     | 0 (não possui) | 6             |
| Audax Club Sportivo Italiano              | La Florida       | Região Metropolitana de Santiago | Oitavo Lugar                                         | Estádio Santa Laura                                   | 22.375     | 0 (não possui) | 5             |
| Club Provincial Curicó Unido              | Curicó           | Região de Maule                  | Décimo Terceiro Lugar                                | Estádio La Granja                                     | 8.000      | 0 (não possui) | 3             |
| Club Deportivo Trasandino de Los Andes    | Los Andes        | Região de Valparaíso             | Sétimo Lugar                                         | Estádio Regional de Los Andes                         | 2.500      | 0 (não possui) | 21            |
| Club de Deportes Malleco Unido            | Angol            | Região de Araucanía              | Décimo Quinto Lugar                                  | Estádio Municipal Alberto Larraguibel Morales         | 4.000      | 0 (não possui) | 3             |
| Club de Deportes Unión San Felipe         | San Felipe       | Região de Valparaíso             | Quinto Lugar                                         | Estádio Municipal de San Felipe                       | 18.500     | 1 (1970)       | 8             |
| Club de Deportes Unión La Calera          | La Calera        | Província de Valparaíso          | Décimo Segundo Lugar                                 | Estádio Municipal Nicolás Chahuán Nazar               | 10.000     | 1 (1961)       | 10            |
| Club de Deportes Coquimbo Unido           | Coquimbo         | Região de Coquimbo               | Acesso via Associações de Origem de Futebol do Chile | Estádio La Pampilla                                   | ---        | 1 (1962)       | 14            |
| O'Higgins Fútbol Club                     | Rancagua         | Região de O'Higgins              | Rebaixado do Campeonato Chileno de Futebol de 1975   | Estádio El Teniente                                   | 14.550     | 1 (1964)       | 2             |
| Club Deportivo Magallanes                 | Maipú            | Região Metropolitana de Santiago | Rebaixado do Campeonato Chileno de Futebol de 1975   | Estádio Independência                                 | 13.500     | 0 (não possui) | 2             |

## Campeão
| Campeão Chileno Segunda Divisão 1976                    |
| ------------------------------------------------------- |
| Club de Deportes Ñublense (Chillán) (1º título) Campeão |